# Processo de Ostwald

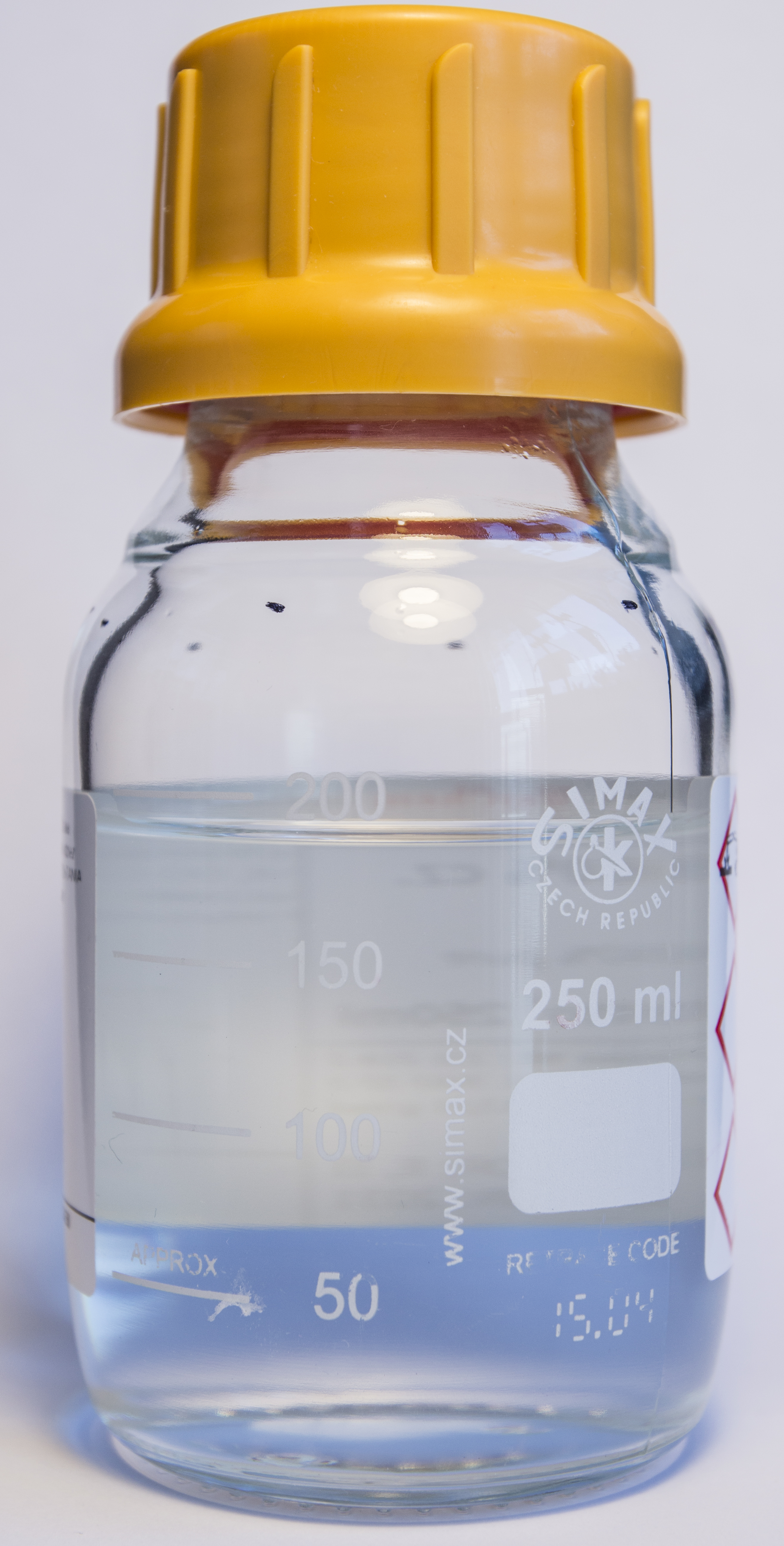
Ácido nítrico 70%.

O processo de Ostwald  é um processo comercial, inventado por Wilhelm Ostwald e patenteado em 1902, usado para a produção de ácido nítrico (HNO3). O processo utiliza a amônia (NH3), produzida pelo processo de Haber-Bosch. É um dos pilares da indústria química moderna.
O nitrogênio fixado na amônia e ácido nítrico foi a chave para o desenvolvimento da produção de fertilizantes e explosivos. As fontes que originaram a utilização do nitrogênio para a produção de fertilizantes foram o guano e o salitre do Chile (NaNO3).

## Descrição
O processo ocorre em dois estágios, em que, no primeiro, é formado o óxido nítrico, e, no segundo, finalmente é obtido o ácido nítrico.

### Fase 1
A amônia é oxidada por aquecimento, na presença de oxigênio, com um catalisador (como platina com 10% de ródio, platina sobre lã de sílica fundida, cobre ou níquel) para a formação do óxido nítrico (NO) e vapor de água. Essa reação é exotérmica.
{\displaystyle {\ce {4NH3(g) + 5O2(g) -> 4NO(g) + 6H2O(l)}}} {\displaystyle \Delta H=-905,2kJ/mol}

### Fase 2
O segundo estágio é realizado em um aparelho de absorção contendo água. Inicialmente, o óxido nítrico é oxidado novamente para produzir dióxido de nitrogênio (NO2). Este gás é absorvido pela água, produzindo o produto desejado (ácido nítrico, embora na forma diluída), enquanto uma parte dele é reduzida, voltando ao óxido nítrico:
{\displaystyle {\ce {2NO(g) + O2(g) -> 2NO2(g)}}} {\displaystyle \Delta H=-114kJ/mol}
{\displaystyle {\ce {3NO2(g) + H2O(l) -> 2HNO3(aq) + NO(g)}}} {\displaystyle \Delta H=-117kJ/mol}
O NO é reciclado e o ácido é concentrado por destilação.

Esquematização do processo

Como alternativa, se o último passo for realizado no ar:
{\displaystyle {\ce {4NO2(g) + O2(g) + H2O(l) -> 4HNO3(aq)}}} {\displaystyle \Delta H=-348kJ/mol}
As condições típicas para o primeiro estágio, que contribuem para um rendimento geral de cerca de 98%, são:
- pressão entre 4 e 10 atm;
- temperatura entre 600 e 800°C.

Uma eventual complicação que pode ocorrer na primeira etapa envolve a reversão do óxido nítrico de volta ao nitrogênio:
{\displaystyle {\ce {4NH3(g) + 6NO(g) -> 5N2(g) + 6H2O(l)}}} {\displaystyle \Delta H=-740,6kJ/mol}
Essa é uma reação secundária minimizada pela redução do tempo de contato das misturas gasosas com o catalisador.

### Reação global
A reação geral resume todo o processo, considerando as etapas anteriores:
{\displaystyle {\ce {2NH3(g) + 4O2(g) + H2O(l) -> 3H2O(g) + 2HNO3(aq)}}}
Alternativamente, se o último passo for realizado no ar, desconsiderando o estado físico da água, a reação geral será:
{\displaystyle {\ce {NH3(g) + 2O2(g) -> H2O + HNO3(aq)}}} {\displaystyle \Delta H=-370,3kJ/mol}